# Formatie van Oosterhout
De Formatie van Oosterhout is een geologische formatie in de ondergrond van Midden- en Zuid-Nederland. Het is een mariene formatie die werd gevormd tijdens het Plioceen (5,3 tot 2,6 miljoen jaar geleden). De formatie is genoemd naar de plaats Oosterhout en is onderdeel van de Boven-Noordzee Groep.
De Formatie van Oosterhout bestaat uit een afwisseling van middelgrof zand, dat vaak glauconiet bevat en schelpenbanken met grof zand. In het bovenste deel komen ook kleilagen voor. De Formatie van Oosterhout ligt meestal boven op de Miocene Formatie van Breda. In het zuidwesten van Nederland ligt over de Formatie van Oosterhout de Formatie van Maassluis, in het oosten komt daartussen soms de Kiezeloöliet Formatie voor. Als beide afwezig zijn liggen soms de jongere formaties van Peize en Waalre direct boven op de Formatie van Oosterhout.
De Formatie van Oosterhout komt overeen met de Belgische formaties van Kattendijk (onderste deel) en Lillo (bovenste deel).